# Darevskia dahli
Darevskia dahli är en ödleart som beskrevs av  Ilya Sergeevich Darevsky 1957. Darevskia dahli ingår i släktet Darevskia och familjen lacertider. IUCN kategoriserar arten globalt som nära hotad. Inga underarter finns listade i Catalogue of Life.